# Коэн, Пол Джозеф
Пол Джо́зеф Ко́эн (англ. Paul Joseph Cohen; 1934—2007) — американский математик. Профессор Стэнфордского университета, член Национальной академии наук США (1967) и Американского философского общества. Удостоен Национальной научной медали США (1967).

## Научный вклад
Пол Дж. Коэн достиг значительных успехов в самых разных областях математики.
Вершиной профессиональной деятельности Коэна в области теории множеств стало опубликованное в 1963 году доказательство невозможности доказательства континуум-гипотезы в аксиоматике Цермело — Френкеля с аксиомой выбора, и доказательство независимости аксиомы выбора от остальных аксиом Цермело — Френкеля.

## Биография
Коэн родился в семье еврейских эмигрантов из Польши, вырос в Бруклине, там же начал своё образование.
В 1953 году поступил в Чикагский университет.
В 1961 году начал научную и педагогическую деятельность в Стэнфордском университете, где продолжал работать до 2004 года. Преподавания не оставлял до последних месяцев жизни.

Благодаря работам Коэна, сказал профессор Принстонского университета Питер Сарнак, 
математика стала выглядеть простой и унифицированной.
Коэн отличался разнообразными интересами. Он говорил на английском, шведском, французском, испанском, немецком и идише, играл на фортепиано и скрипке, пел в хоре Стэнфордского университета и в шведской фолк-группе.
Член НАН США (1967), Американского философского общества (1972) и Американской академии искусств и наук.

## Признание и память
- Лауреат премии Бохера (1964) за достижения в области анализа,
- Медаль Филдса (1966) — самая престижная математическая награда — за изучение логики (1966).
- Национальная научная медаль (1967) — за исследования в области логики.